# Stephen Eustáquio
Stephen Antunes Eustaquio (Leamington, 21 de dezembro de 1996) é um futebolista luso-canadense de origem portuguesa que atua como meio campista Atualmente joga no Porto.

## Carreira no clube

### Início de carreira
Nascido em Leamington, Ontário, filho de pais portugueses, Eustáquio jogou futebol pela primeira vez no Leamington Minor Soccer,  mudando-se para Portugal aos 7 anos. Após começar com o Nazarenos amador, ele passou duas temporadas na terceira divisão com o Torreense.  

### Leixões
Em 7 de junho de 2017, Eustáquio assinou com o Leixões por um valor não divulgado.  Em 23 de julho, ele apareceu em sua primeira partida como profissional em uma vitória em casa por 2 a 0 contra o Académico de Viseu na primeira rodada da Taça da Liga 2017-18, onde jogou os 90 minutos completos,  e sua estreia na Segunda Liga foi em 6 de agosto, em uma derrota por 4 a 1 fora de casa para o Real Massamá. 

### Chaves
Eustáquio ingressou no Chaves em 31 de janeiro de 2018, em um contrato de cinco anos e meio, após o pagamento da sua cláusula de rescisão de €500.000. Ele fez sua estreia na Primeira Liga quatro dias depois, jogando os 90 minutos da vitória por 2 a 1 fora de casa sobre o Feirense;  ele marcou seu primeiro gol na Primeira Liga em 14 de abril, ajudando sua equipe a virar o placar e empatar em 3 a 3 com o Boavista. 
Em 14 de setembro de 2018, em um jogo da Taça da Liga Portuguesa no Estádio do Dragão, Eustáquio marcou um gol tardio de empate, ajudando o Chaves a empatar em 1 a 1 e conquistar seu primeiro ponto na história no campo do Porto. 

### Cruz Azul
Eustáquio transferiu-se para o Cruz Azul da Liga Mexicana (Liga MX) em 15 de janeiro de 2019.  Vítor Severino, que trabalhou como assistente do treinador Luís Castro no Chaves, o descreveu como "como o típico jogador da La Masia, do Barcelona".  Em sua estreia, contra o Tijuana, ele foi expulso poucos minutos depois de entrar como substituto, mas, após revisão pelo árbitro de vídeo, ele recebeu apenas um cartão amarelo; pouco depois, no entanto, ele foi retirado de campo de maca com uma lesão. 
Depois de ficar afastado por oito meses, Eustáquio voltou ao campo em 22 de setembro de 2019, jogando pela equipe sub-20 em preparação para o seu retorno completo. 

### Paços de Ferreira
Em dezembro de 2019, Eustáquio foi emprestado ao clube português de primeira divisão Paços de Ferreira pelo restante da temporada.  Ele fez sua estreia na liga em 11 de janeiro de 2020, em um empate sem gols fora de casa contra o Portimonense. 
Em setembro de 2020, Eustáquio concordou com outro empréstimo.  No mês seguinte, a transferência foi tornada permanente em janeiro, por uma taxa de €2,5 milhões.  Ele marcou seu primeiro gol por eles em 24 de outubro, no empate em 1 a 1 na liga contra o Nacional,  e seis dias depois, marcou outro em uma vitória por 3 a 2 sobre o Porto no Estádio Capital do Móvel. 
Em 10 de abril de 2021, Eustáquio durou apenas 22 minutos em uma derrota em casa por 5 a 0 para o Benfica, recebendo um cartão vermelho direto por uma falta em Julian Weigl.  Ele fez sua estreia europeia em 5 de agosto, marcando o terceiro gol na vitória por 4 a 0 em casa contra o Larne na terceira rodada de qualificação da Liga Conferência da UEFA. 

### Porto
Em janeiro de 2022, Eustáquio foi emprestado ao Porto pelo resto da temporada, com uma opção de compra.  Ele fez sua primeira partida em 6 de fevereiro, substituindo Fábio Vieira tarde em uma derrota fora de casa por 2 a 0 contra o Arouca. 
Em 31 de maio de 2022, o Porto exerceu sua opção de compra, assinando um contrato com Eustáquio até 30 de junho de 2027.  Tendo se tornado titular na equipe liderada por Sérgio Conceição,  ele marcou seu primeiro gol em 30 de setembro na vitória em casa por 4 a 1 sobre o Braga.  Ele marcou mais dois na fase de grupos da UEFA Champions League para ajudar sua equipe a progredir como vencedora do grupo, contra o Club Brugge em uma vitória por 4 a 0  e contra o Atlético Madrid em uma vitória em casa por 2 a 1. 
Na trajetória do Porto para vencer a 2022–23 Taça da Liga, Eustáquio marcou gols de abertura nos primeiros minutos na vitória por 3 a 0 nas semifinais contra o Académico de Viseu e no placar final de 2 a 0 contra o Sporting CP. Em 15 de abril, durante o intervalo da partida em casa contra o Santa Clara, ele foi informado que sua mãe, Esmeralda, havia falecido aos 51 anos, e foi substituído pouco depois em uma vitória por 2 a 1.  

## Carreira internacional

### Juventude
Com elegibilidade para representar as seleções nacionais do Canadá e de Portugal, Eustáquio jogou pela seleção sub-17 do Canadá na Copa AGS de 2012.
Em novembro de 2017, o treinador da seleção sub-21 de Portugal, Rui Jorge, o convocou para as eliminatórias da Qualificação para o Campeonato Europeu Sub-21 de 2019 contra Romênia e Suíça, a serem realizadas no início daquele mês. Ele conquistou seu primeiro cap contra a seleção romena, jogando os 90 minutos e recebendo um cartão amarelo no empate por 1 a 1 em Constanța.

### Sênior
Em fevereiro de 2019, Eustáquio se comprometeu a jogar pela seleção do Canadá no nível sênior. Após seu retorno de lesão no joelho, ele recebeu sua primeira convocação para a equipe em 1 de outubro de 2019 para um jogo da Liga das Nações da CONCACAF contra os Estados Unidos. Ele fez sua estreia em 15 de novembro, entrando no lugar de Mark-Anthony Kaye no segundo tempo da derrota por 4 a 1 fora de casa.
Eustáquio foi convocado para uma pré-lista de 60 jogadores para a 2021 CONCACAF Gold Cup em 18 de junho, antes de ser confirmado na lista final para o torneio. Ele marcou seu primeiro gol internacional na primeira partida da fase de grupos em 11 de julho, uma vitória por 4 a 1 sobre Martinica em Kansas City, e adicionou um gol de falta direta quatro dias depois para abrir o placar na vitória por 4 a 1 sobre o Haiti no mesmo local. O Canadá chegou às semifinais, e Eustáquio marcou o segundo gol na vitória por 2 a 0 sobre a Costa Rica nas quartas de final.
Eustáquio foi convocado para a equipe da Copa do Mundo FIFA de 2022, jogando duas partidas na fase de grupos, que resultaram na eliminação da equipe. Em junho de 2023, ele foi selecionado para a Fase Final da Liga das Nações da CONCACAF 2023. Mais tarde no mesmo mês, ele foi incluído na lista final de 23 jogadores para a Copa Ouro da CONCACAF 2023, porém ele se retirou pouco antes do início do torneio.

## Títulos
Porto
- Campeonato Português: 2021–22
- Taça de Portugal: 2021–22, 2022–23, 2023–24
- Supertaça Cândido de Oliveira: 2022, 2024
- Taça da Liga: 2022–23